# Sigillo sacramentale
Il sigillo sacramentale, noto anche popolarmente come segreto confessionale, è l'obbligo per i sacerdoti della chiesa cattolica, ortodossi e, con qualche eccezione, anche in alcune chiese riformate, fra cui quella luterana e quella anglicana, di conservare il segreto assoluto su quanto viene loro detto durante l'amministrazione del sacramento della Penitenza.

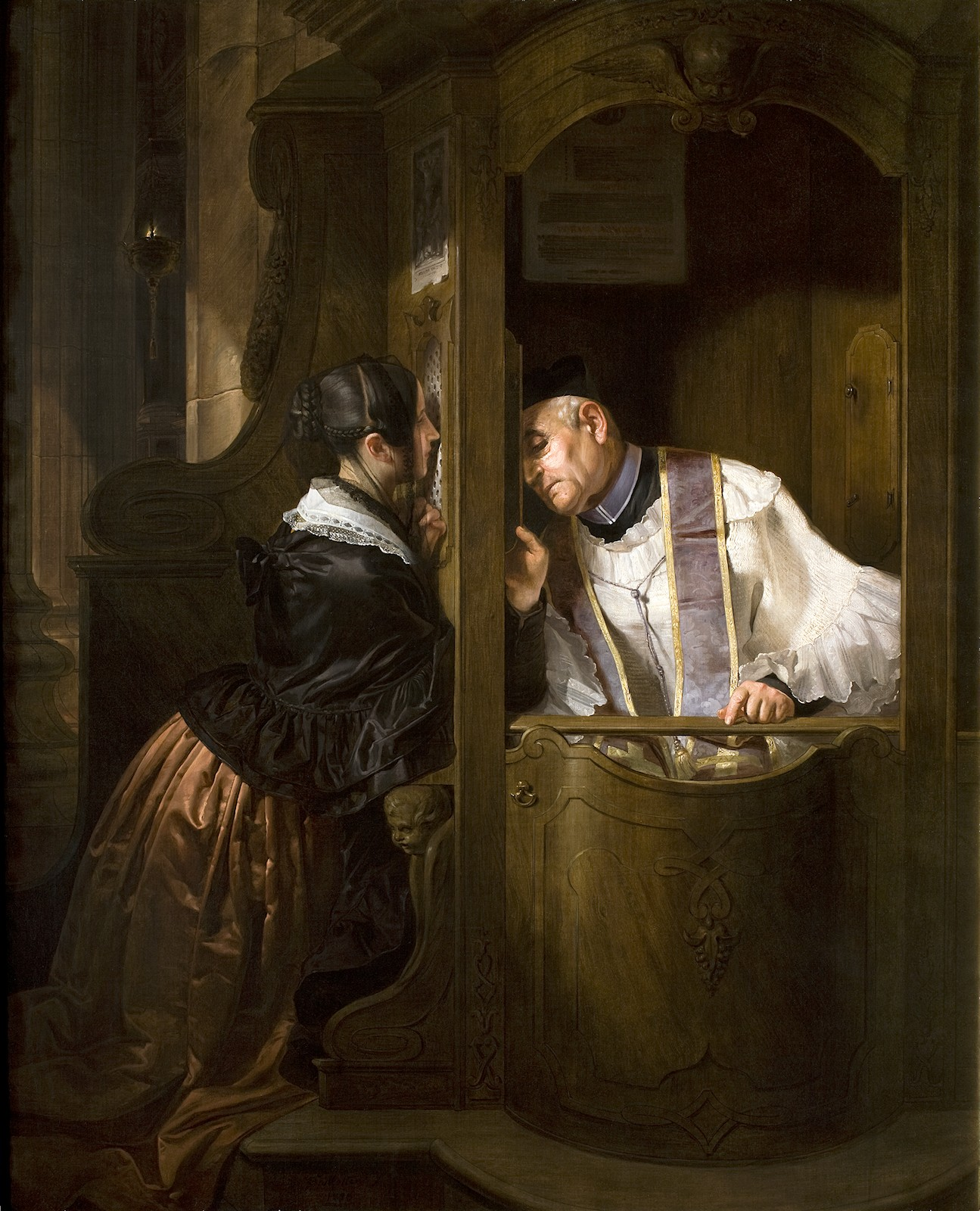
La Confessione (1838), di Giuseppe Molteni

## Storia
Durante i primi secoli, l'esercizio del Sacramento della Confessione includeva una penitenza pubblica, ma il confessore era comunque tenuto alla segretezza riguardo ai peccati.
Il Catechismo della Chiesa Cattolica afferma che il confessore è vincolato dal sigillo sacramentale al segreto assoluto, non soltanto per quanto riguarda i peccati, ma anche per quanto egli viene a conoscere riguardo alla vita del penitente.
Il Codice di Diritto Canonico chiarisce le caratteristiche di tale sigillo
- il sigillo è inviolabile;
- il sigillo vincola anche l'interprete, se presente, e chiunque abbia saputo dei peccati in qualunque modo dalla confessione;
- il sigillo proibisce al confessore di far uso o avvalersi delle conoscenze acquisite;
- il sigillo proibisce a chi è costituito in autorità ed ha avuto notizia dei peccati in una confessione, di avvalersi di tale notizia in alcun modo per il governo esterno.
- la violazione diretta del sigillo sacramentale da parte del confessore comporta la scomunica latae sententiae riservata alla Sede Apostolica;
- la violazione indiretta del sigillo da parte del confessore comporta una punizione proporzionale alla gravità del delitto;
- la violazione del sigillo da parte dell'interprete od altre persone comporta una giusta pena, non esclusa la scomunica.

Il sigillo non vincola il penitente stesso alla segretezza sui peccati da lui confessati.
La Chiesa cattolica punisce con la scomunica latae sententiae chiunque registra con qualsiasi strumento tecnico o divulga ciò che viene detto dal confessore o dal penitente.

### Chiese cattoliche orientali
Per le Chiese cattoliche sui iuris diverse dalla Chiesa latina esiste un apposito Codice dei canoni delle Chiese orientali. Le norme sono pressoché identiche a quelle della Chiesa latina.
Vi sono tuttavia alcune differenze riguardo alle pene canoniche previste:
- la violazione diretta del sigillo sacramentale da parte del confessore comporta la scomunica maggiore secondo il Codice delle Chiese Orientali, riservata alla Sede Apostolica;
- la violazione indiretta del sigillo da parte del confessore comporta una pena adeguata;
- viene considerata violazione del sigillo l'azione con cui qualcuno, in qualsiasi modo, cerca di avere notizie dalla confessione od ha trasmesso ad altri le notizie già avute; tali azioni vengono punite con la scomunica minore oppure con la sospensione, secondo il Codice delle Chiese Orientali.

### Difesa del sigillo
La Chiesa ricorda in modo particolare il sacerdote Giovanni Nepomuceno come testimone del sigillo sacramentale. Imprigionato e sottoposto ad atroci torture da Venceslao IV, re di Boemia e imperatore del Sacro Romano Impero, allo scopo di estorcergli ciò che la sua sposa Giovanna di Baviera gli aveva rivelato in confessione, si rivelò inflessibile e venne gettato nel fiume Moldava il 20 marzo 1393, ove annegò. Fu canonizzato da papa Benedetto XIII nel 1729 e la sua memoria liturgica ricorre il 16 maggio.

## Il sigillo nella Chiesa Ortodossa

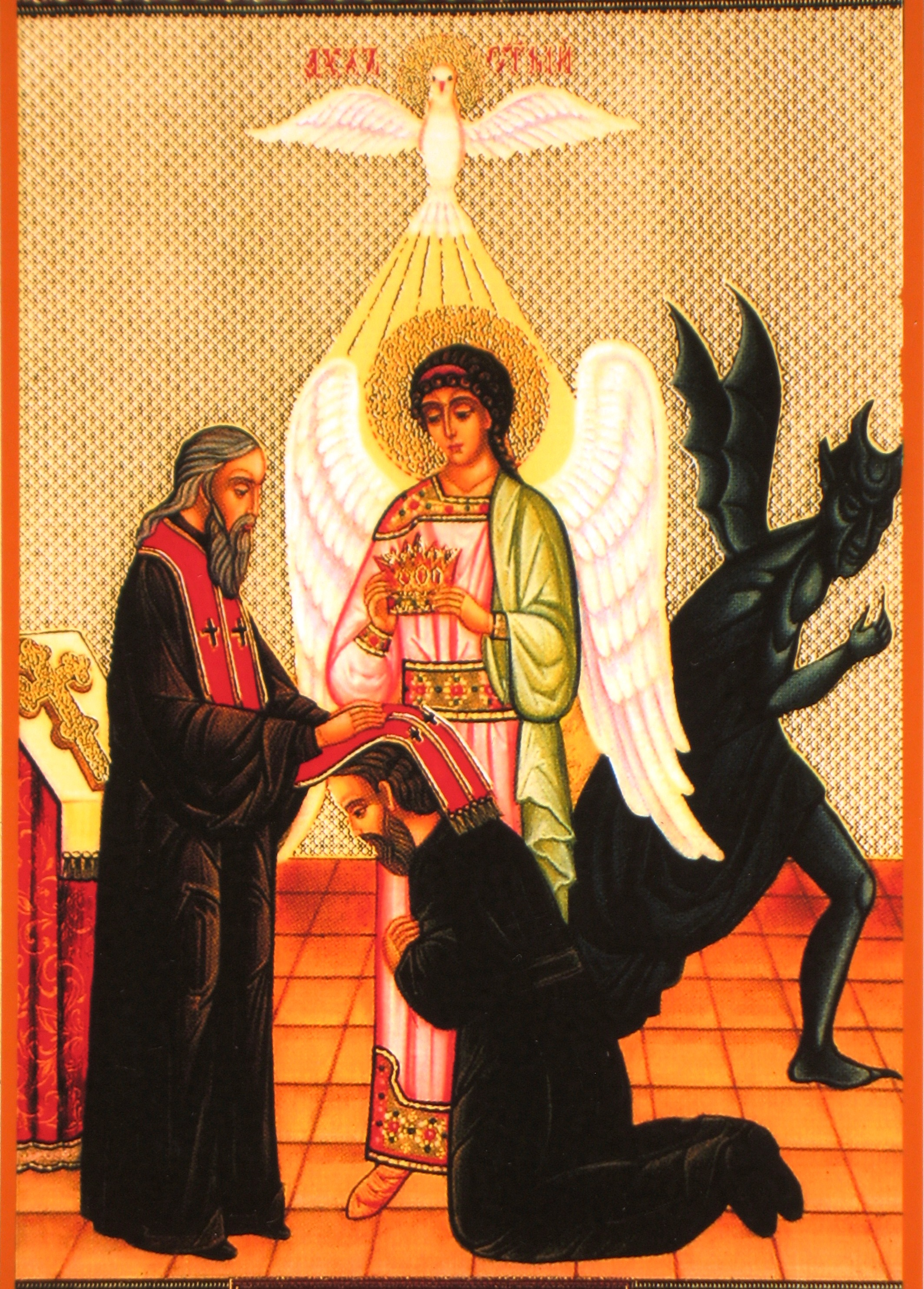
Icona ortodossa

Il sacramento della Confessione è chiamato nella Chiesa Ortodossa mistero della Penitenza.
Una delle prime indicazioni del sigillo si ritrova nell'opera "Scala del Paradiso" di san Giovanni Scolastico (VI secolo d.C.), ove si afferma che mai si devono rivelare i peccati confessati, altrimenti, essendo divenuti di conoscenza pubblica, diverrebbero gravissimo impedimento per chi li ha confessati.
Sempre a tale autore si attribuisce la compilazione del primo Nomocanone Bizantino, il cui canone 120 sancisce che al padre spirituale (ossia, al confessore) che riveli a chiunque un peccato a lui confessato riceve come penitenza la sospensione di tre anni, la proibizione di ricevere la Santa Comunione più di una volta al mese, e l'obbligo di effettuare cento prostrazioni ogni giorno.
Nel manuale per confessori Exomologitarion di san Nicodemo della Santa Montagna (XVIII secolo d.C.) ritroviamo la chiara indicazione al confessore di non avere altro da fare dopo la confessione che mantenere il segreto sui peccati a lui confessati, che non può rivelare né a parole, né per iscritto, né a gesti, né in alcun altro modo, neanche sotto pericolo di morte. Si citano come penitenze la sospensione o persino la completa deposizione, e si citano pene civili severissime applicate da taluni governanti, fra cui la prigione a vita ed il taglio della lingua.
Nelle Linee Guida del Santo Sinodo della Chiesa Ortodossa Americana (1998) si cita la segretezza del mistero della Penitenza come regola indiscutibile nella Chiesa Ortodossa. Si cita inoltre la base teologica di tale segreto, le possibili conseguenze che deriverebbero dall'assenza di confidenzialità, e la certezza della pena canonica sui sacerdoti che tradiscono la segretezza della confessione.

## Il sigillo nel protestantesimo
Nel protestantesimo la Confessione, nella maggior parte delle giurisdizioni, non è riconosciuta come sacramento.
In conseguenza di ciò, le singole comunità ecclesiastiche hanno adottato tale pratica in modi molto diversi nel corso dei secoli, talora rendendola facoltativa o escludendola dalla propria dottrina.
Nelle comunità anglicane, la confessione privata include una forma di confidenzialità. Il Codice del 1603, corrispondente alla legge canonica, stabilisce che il ministro a cui vengono confessati peccati segreti non deve mai rivelare a nessuno ciò che gli è stato confessato, sotto pena di irregolarità. Viene fatta tuttavia eccezione per crimini che, secondo le leggi del regno, possono mettere in pericolo la sua stessa vita per averli nascosti. Tuttavia, le Linee Guida per la Condotta Professionale del Clero (2003) dichiarano che non può esservi alcuna rivelazione di ciò che è stato confessato ad un sacerdote, anche dopo la morte del penitente, anche se il comportamento del penitente minaccia gravemente il benessere suo o di altri..
Specialmente nei settori anglo-cattolici della Comunione anglicana, la confessione viene comunque considerata un sacramento esattamente come nelle Chiese cattoliche e ortodosse.
Nel Luteranesimo vi è una differenza fra la confessione e l'assoluzione, quest'ultima riconosciuta come sacramento in estensione del Battesimo. Riguardo alla pratica della confessione in privato, il Piccolo Catechismo di Lutero afferma che il pastore è obbligato a non rivelare a nessuno i peccati a lui rivelati in confessione privata. In Italia, lo Statuto della Chiesa Evangelica Luterana stabilisce che i pastori devono osservare il segreto del confessionale e d'ufficio anche dopo il termine del rapporto di servizio.

## Il sigillo nelle comunità non-trinitarie
Nel Mormonismo si parla di confessione da essere fatta alla persona appropriata che è stata danneggiata o ad un sacerdote, stabilendo una serie di norme che chiariscono chi può ascoltare la confessione di quali peccati. Si parla in questi casi di un obbligo di mantenere confidenziale ciò che è stato confessato.
Nella religione dei testimoni di Geova è permessa una forma di confessione agli Anziani Tuttavia sono assenti provvisioni per la segretezza, che viene vista in luce negativa. Inoltre è prevista la possibilità che il penitente, a causa delle offese confessate, possa essere punito con la disassociazione od altre forme disciplinari. Tuttavia in Italia, nel 1997, è stato riconosciuto che i Ministri di Culto Anziani possono rifiutarsi di testimoniare se si sentono obbligati, in ragione del loro incarico, al vincolo della confessione.

## Riconoscimento nel diritto civile
La legislazione di molti Paesi protegge il segreto confessionale.
In Italia, il Nuovo accordo tra la Santa Sede e la Repubblica Italiana, 18 febbraio 1984, art. 4, n. 4, sancisce: «Gli ecclesiastici non sono tenuti a dare ai magistrati o ad altra autorità informazioni su persone o materie di cui siano venuti a conoscenza per ragione del loro ministero».
Nei paesi di lingua anglosassone è chiamato priest-penitent privilege.
Nel 2011 vi furono dei tentativi in Irlanda ed Australia per far passare delle leggi che avrebbero obbligato - pena il carcere - i sacerdoti a rivelare crimini a loro confessati, provocando una situazione di crisi con il mondo cattolico e con la Santa Sede.

## Casi problematici
Per proteggere il segreto, alcuni moralisti, fra cui Tommaso Sanchez (1550-1610) hanno ritenuto moralmente legittima anche la restrizione mentale.
Quando il peccato del penitente consista in un atto criminale di natura pubblica, il confessore non può informare lui stesso le autorità, neppure in modo indiretto; neppure può imporre come condizione indispensabile per l'assoluzione la consegna spontanea alle autorità civili, dato che solamente la disposizione del penitente è da considerarsi nel differire o negare l'assoluzione.
Ci sono alcuni casi in cui una parte della confessione può essere rivelata ad altri, ma sempre col permesso del penitente e sempre senza rivelarne l'identità. Ciò avviene, ad esempio, per alcuni peccati, che non possono essere perdonati senza l'autorizzazione del vescovo o del Papa. In tali casi il confessore chiede al penitente l'autorizzazione a scrivere una petizione al vescovo o alla Penitenzieria Apostolica (un cardinale delegato dal papa per questi problemi), utilizzando pseudonimi e comunicando solo i dettagli indispensabili. La richiesta viene sigillata e inoltrata alla Penitenzieria tramite il Nunzio apostolico (l'ambasciatore del Papa in quel paese) e perciò la trasmissione si avvale della protezione assicurata alla corrispondenza diplomatica.